# Делио Роси
Делио Роси (на италиански: Delio Rossi) е бивш италиански футболист и настоящ треньор по футбол.

## Биография
Роден е в град Римини, Италия. Женен е за бившата волейболистка Мария Розария, с която имат 3 деца – Дарио, Грета и Джулия.

## Кариера

### Кариера като футболист
Кариерата на Делио Роси като футболист не е особено успешна и преминава през няколко нискоразрядни отбора. Играе като полузащитник. Връх в кариерата му са годините от 1981 до 1983, когато играе за Фоджа в Серия Б. Отказва се през 1989 г. след сезон с отбора на Фиделис Андрия в Серия Ц2.

### Кариера като треньор

#### Първи години и промоции в Серия А
Роси започва треньорската си кариера през 1990, на едва 29 години, когато поема Торемаджоре, който по това време се състезава в шеста дивизия. На следващата година започва работа в ДЮШ на Фоджа, където е треньор в продължение на две години. След това поема Салернитана, състезаващ се в Серия Ц1, като още през първия си сезон извежда отбора до промоция за Серия Б. След това за един сезон води Пескара, преди да се завърне в Салернитана и да вкара отбора в Серия А. Уволнен е обаче преди края на следващия сезон, след като Салернитана губи всички шансове да се спаси от изпадане.
След това прекарва по един сезон в Дженоа и отново Пескара. През февруари 2002 година е обявен за треньор на Лече, когато отбора на Лече вече е изгубил всички шансове за спасение от изпадане от Серия А, но още през следващия сезон успява да изкачи отбора обратно в Серия А, след което задържа мястото на Лече в първенството. За кратко през сезон 2004/05 води и Аталанта.

#### Лацио
Въпреки че не успява да спаси Аталанта от изпадане, добрите резултати от работата на Роси не остават незабелязани, и през паузата между сезони 2004/05 и 2005/06 е привлечен за треньор на Лацио. Още през първия си сезон извежда отбора до място за Купата на УЕФА, което обаче бива изгубено заради скандала Калчополи. През сезон 2006/07 водените от Делио Роси Римски орли завършват на трето място в Серия А. През сезон 2008/09 извежда Лацио до първи трофей от 2004 година насам. Отборът печели Купата на Италия след дузпи срещу Сампдория, като по пътя си до финала отстранява Милан и Ювентус. Напуска римския тим на 8 юни 2009 г. поради лични причини.

#### Палермо
Завръща се към треньорския пост няколко месеца по-късно, когато застава начело на Палермо, на мястото на уволнения Валтер Дзенга. Успява да класира тима за Лига Европа през дебютния си сезон начело. През периода, когато Роси е треньор на тима, изгряват и звездите на играчи като Есекиел Лавеци, Хавиер Пасторе и Единсон Кавани. Уволнен е на 28 февруари 2011 г. след домакинска загуба с 0:7 от Удинезе. Въпреки това 4 седмици по-късно се завръща начело на клуба, след загуба на Палермо от Катания с 0:4 в сицилианското дерби. Успява да изведе отбора до финал за Купата на Италия, загубен с 1:3 от Интер. На 1 юни 2011 напуска клуба по взаимни съгласия с президента на клуба Маурицио Дзампарини.

#### Фиорентина
През ноември 2011 година наследява Синиша Михайлович начело на Фиорентина. По това време Виолетовите се намират в зоната на изпадащите след поредица от слаби резултати. Започва с равенство 0 – 0 срещу Милан, последвано от победи срещу отбори като Рома, но и нова поредица слаби резултати, като в крайна сметка Фиорентина завършва на 17-а позиция. Уволнен е след скандал със сръбския играч Адем Ляич по време на мач срещу Новара (завършил 2:2), игран на 2 май 2012. Роси сменя Ляич в 32-рата минута при резултат 0:2 за Новара. Недоволният Ляич саркастично му изръкоплясква и обижда сина инвалид на Роси, при което италианецът го напада с юмруци. Дисциплинарната комисия го наказва за 3 месеца.

#### Сампдория
През сезон 2012/13 отново поема клуб, борещ се за спасение от изпадане – Сампдория, като замества Чиро Ферера. Превръща се в седмия треньор, водил двата отбора от Генуа – Сампдория и Дженоа. Моряците се превръщат в поредния тим, който Роси спасява от Серия Б, като завършват на 14-о място. На следващия сезон 2013/14 след 9 точки от 12 мача и 18-а позиция в Серия А бива уволнен през ноември.

#### Болоня
Между май и октомври 2015 г. води Болоня. С тях завършва на 4-то място в Серия Б, но успява да спечели промоция за Серия А след като отстранява отборите на Авелино (победа 1:0 в Болоня и загуба 2:3 в Авелино) и Пескара (0 – 0 в Пескара и 1 – 1 в Болоня) в решителните плейофи. На 28 октомври 2015 е уволнен след домакинска загуба с 0:1 от Интер и актив от 6 точки след 10 кръга.

#### Левски
На 8 август 2017 година поема Левски София. Дебютира с победа 2:0 в София в мач от 5-ия кръг срещу Дунав Русе. Постоянно е критикуван за това, че кара отбора да се затваря в собствената половина и да разчита само на статични положения и контраатаки, вместо да играе офанзивен футбол.

## Успехи

### Като треньор
Салернитана
- Шампион на Серия Б (1): 1997/98
- Промоция в Серия Б (1): 1993/94

 Лече
- Промоция в Серия А (1): 2002/03

 СС Лацио
- Носител на Купата на Италия (1): 2008/09

 Палермо
- Финалист за Купата на Италия (1): 2010/11

 Болоня
- Промоция в Серия А (1): 2014/15